# Rue de Lasteyrie
Koordinaten: 48° 52′ N, 2° 17′ O
Die Rue de Lasteyrie ist eine 65 Meter lange und 14,5 Meter breite Straße im Quartier de la Porte-Dauphine des 16. Arrondissements von Paris.

## Lage
Die Straße beginnt bei Nummer 101 der Avenue Raymond Poincaré und endet bei Nummer 180 der Rue de la Pompe.

## Namensursprung

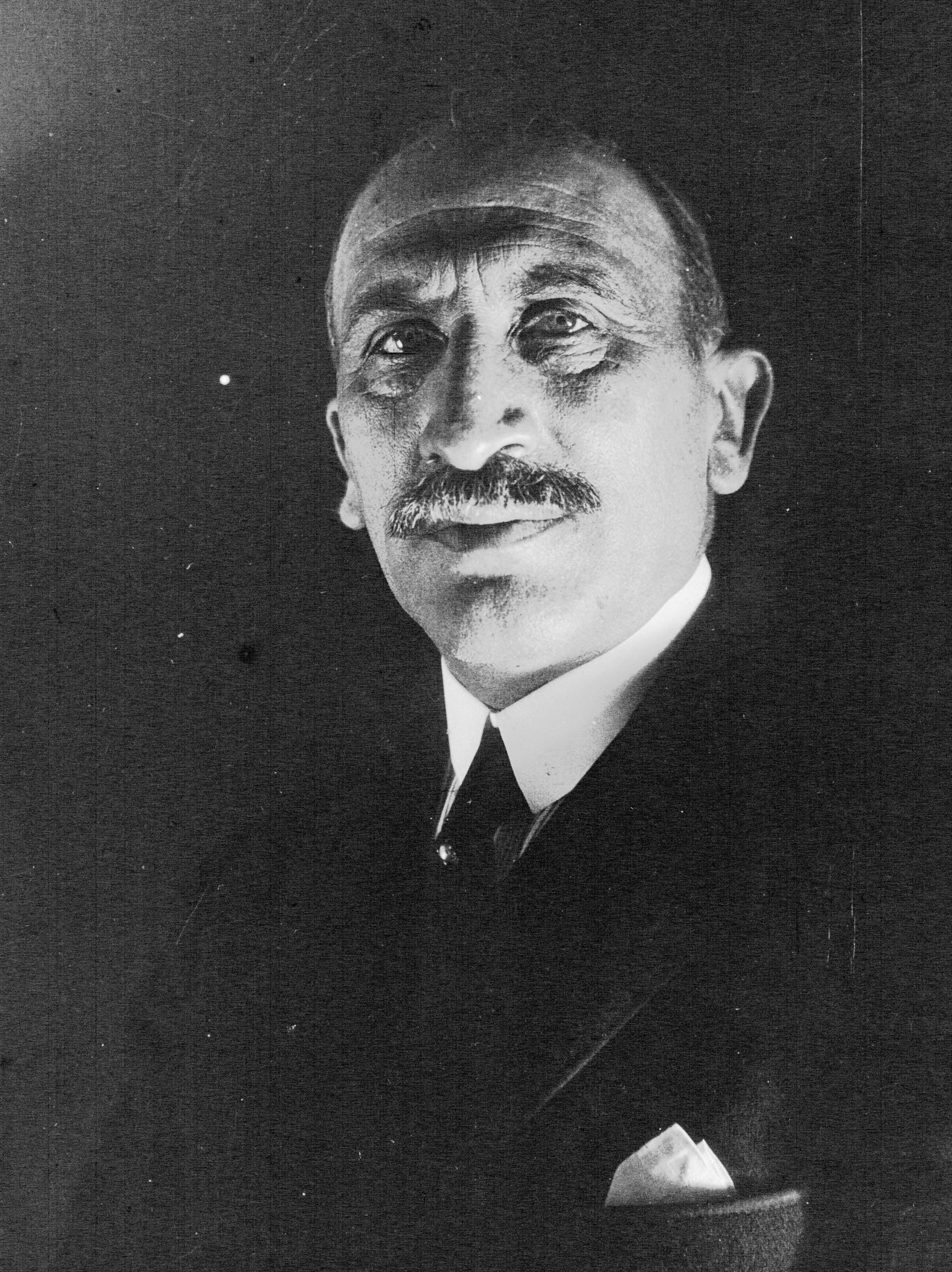
Charles de Lasteyrie

Nach dem Ableben des Finanzinspektors, Bankdirektors und Politikers Charles de Lasteyrie (1877–1936), der zwischen 1922 und 1924 Finanzminister in der zweiten Regierung von Raymond Poincaré und viele Jahre Abgeordneter im Gemeinderat des 16. Arrondissements war, erhielt die Straße seinen Namen.

## Geschichte
Die Straße wurde 1840 unter den Namen «Route départementale Nr. 9» und «Avenue de Saint–Denis» geführt. Sie lag in der ehemaligen Gemeinde Passy und wurde 1863 in das Pariser Straßennetz unter der Bezeichnung Rue de Malakoff in Erinnerung an die siegreiche Schlacht im Krimkrieg um das Fort Malakoff im Jahr 1855 aufgenommen. Am 17. August 1938 erhielt sie den heutigen Namen.